# Ligne 3 du tramway de Szeged
Pour les articles homonymes, voir Ligne 3.
La ligne 3 du tramway de Szeged circule entre Tarján et Vadaspark. 